# LIVE FOR DA HUSTLE
「LIVE FOR DA HUSTLE」（ライブ・フォー・ダ・ハスラー）は、日本のヒップホップMC・AK-69が発売した2作目のシングル。

## 概要
- 前作「NEVER GONNA STOP/THAT GIRL」以来2年ぶり、B-ninjah & AK-69名義のシングル「Staaand up!!!」から1年9ヶ月ぶりのシングル。
- 今作はシングルとしては唯一AK-69単独名義で発売された。
- 前作には収録されていたインストゥルメンタルが今作には収録されていない。

## 収録曲
1. Live For Da Hustle feat. Billy Cook
  - 作詞作曲 : AK-69,Billy Cook
2. All I Want
  - 作詞作曲 : AK-69
3. Ya Know Me?
  - 作詞作曲 : AK-69
4. Live For Da Hustle feat. Billy Cook (Chopped & Screwed Mix)
  - 作詞作曲 : AK-69,Billy Cook / リミキサー : DJ BIGG-S